# Sant Romà d'Aineto
Sant Romà d'Aineto és l'església Romànica del poble d'Aineto, en el terme municipal de Lladorre, a la comarca del Pallars Sobirà. Està situada a l'extrem nord-occidental del poble, a la part més elevada.

## Descripció
Sant Romà es troba enmig dels carrerons costeruts del poble d'Aineto. L'església és d'una sola nau amb presbiteri cobert amb volta de canó i absis semicircular amb volta de quart d'esfera, decorat exteriorment en el ràfec per arcuacions llombardes de factura molt matussera. En la part central de l'absis s'obre una finestra de doble esqueixada. La nau presenta coberta de fusta a dues vessants. En una ampliació d'època posterior s'obrí una capella al mur de migdia, on també hi trobem la porta d'accés senzilla. A la façana oest s'aixeca sobre el pinyó una espadanya amb una arcada d'arc rebaixat que suporta dues campanes. Una altra espadanya amb arc peraltat, està situada en el lateral de migdia, en el mur que separa el cos de la nau del més baix que forma el presbiteri. Els murs de l'absis són d'un aparell de mida regular, toscament escairats i en filades. La resta és d'aparell de mida inferior i sense escairar. El paviment de l'interior de la nau és de terra.
Al Museu Diocesà d'Urgell es guarden les pintures corresponents a l'absis i a l'arc presbiteral d'aquesta església.

## Història
El lloc d'Ainet formava part del conjunt de poblacions de la Vall de Cardós que, segons l'acta de consagració de Sant Martí de Cardós, o del Pui, de l'any 1146, havien de contribuir al manteniment d'aquesta nova església.
Concretament Aineto ho feia amb mig modi de cereals a l'any.
La jurisdicció del lloc devia correspondre, com a part de la Vall de Cardós, als comtes de Pallars, i des de la darreria del segle xv, als ducs de Cardona.
Parròquia interdepartamental almenys fins al segle xiv, com a tal figura en la relació d'esglésies parroquials visitades pels delegats de l'arquebisbe de Tarragona l'any 1314, amb la grafia Sancti Romani d'Ayet, posteriorment perdé aquesta categoria, i esdevingué sufragània de l'església de Tavascan.